# توني موه
توني موه (بالإنجليزية: Tony Mmoh) مواليد 14 يونيو 1958 في إنوغو، هو لاعب كرة مضرب نيجيري سابق وكان يلعب باليد اليمنى. أعلى تصنيف له في الفردي كان المركز الـ 105 في سنة 1987. سبق أن شارك في دورة الألعاب الأولمبية الصيفية.

## روابط خارجية
- توني موه على موقع رابطة محترفي التنس (الإنجليزية)
- توني موه على موقع الاتحاد الدولي لكرة المضرب (الإنجليزية)
- توني موه على موقع كأس ديفيز (الإنجليزية)
- توني موه على موقع خلاصة التنس.كوم (الإنجليزية)
- توني موه على موقع أوليمبيديا (الإنجليزية)